# Graafschap Nieuwenaar
Het graafschap Nieuwenaar (Neuenahr) was een tot de Keur-Rijnse Kreits behorend graafschap binnen het Heilige Roomse Rijk

graafschap Nieuwenaar

Waarschijnlijk in het tweede of derde decennium van de dertiende eeuw werd de burcht Nieuwenaar gebouwd bij het huidige Bad Neuenahr. De burcht bevond zich in het bezit van de graven van Nieuwenaar, een zijtak van de graven van Are-Nürburg. De burcht was sinds het eind van de dertiende eeuw een leen van het keurvorstendom Keulen. In 1372 werd de burcht door de keurvorst van Keulen verwoest en later compleet afgebroken.
Het graafschap daarentegen was leen van het keurvorstendom Palts. Via het hertogdom Gulik waren de graven achterleenman.
Na de dood van graaf Diederik in 1276 ontstonden er twee takken:
- Willem I kreeg Nieuwenaar
- Johan kreeg Saffenberg

Na de dood van Willem I ontstond er opnieuw een afsplitsing:
- Willem II kreeg Nieuwenaar
- Johan II stichtte een tak die later onder andere de heerlijkheden Rösberg en Alpen bezat. Uit deze tak stamde Adolf van Nieuwenaar die een rol speelde in de Nederlandse geschiedenis.

Ten gevolge van het huwelijk van Catharina, de dochter van de laatste graaf Willem III met Johan III van de tak Saffenberg kwam het graafschap in 1358 aan de tak Nieuwenaar-Saffenberg. Dit werd bestreden door Johan IV van Nieuwenaar-Rösberg. De erfstrijd werd door het keurvorstendom Keulen ten gunste van Catharina beslist, waarbij de burcht in 1372 werd verwoest.
In 1382 kwam er een vergelijk met Keulen, waarbij er een gemeenschappelijke regering in het graafschap werd ingesteld van Keur-Keulen en Neuenahr-Saffenberg.
Ten gevolge van het huwelijk van Catharina, de dochter van de laatste graaf Willem met Filips van Virneburg kwam het graafschap in 1426 aan het huis Virneburg. De heerlijkheid Saffenberg kwam aan een nicht van deze Catharina.
Na het uitsterven van de graven van Virneburg in 1545 viel het graafschap aan het hertogdom Gulik terug en werd het een ambt binnen dat hertogdom.

## Bezit
Dit bestond uit de dorpen Wadenheim, Hemmessen en Beul. Deze vormen sedert de late 19e eeuw de stad Bad Neuenahr.

## Regenten
| regering  | naam                           | familie    |
| --------- | ------------------------------ | ---------- |
| 1213-1231 | Otto                           |            |
| 1231-1266 | Gerhard                        | zoon       |
| 1266-1276 | Diederik                       | zoon       |
| 1276-1307 | Willem I                       | zoon       |
| 1307-1327 | Willem II                      | zoon       |
| 1327-1358 | Willem III                     | zoon       |
| 1358-1393 | Jan I (Jan III van Saffenberg) | schoonzoon |
| 1393-1414 | Jan II (IV)                    | zoon       |
| 1397-1426 | Willem                         | broer      |
| 1426-1443 | Filips I van Virneburg         | schoonzoon |
| 1443-1459 | Ruprecht VI                    | zoon       |
| 1459-1517 | Philips II                     | zoon       |
| 1517-1534 | Filips III                     | zoon       |
| 1534-1546 | Cuno                           | broer      |